# Чистый (приток Кети)
Чистый — ручей в России, протекает по Пировскому району Красноярского края. Устье ручья находится в 1372 км по левому берегу реки Кеть. Длина ручья составляет 20 км. Приток — Черемуховая Речка.

## Данные водного реестра
По данным государственного водного реестра России относится к Верхнеобскому бассейновому округу, водохозяйственный участок реки — Кеть, речной подбассейн реки — бассейн притоков (Верхней) Оби от Чулыма до Кети. Речной бассейн реки — (Верхняя) Обь до впадения Иртыша.